# سياوزان (تشهار فريضة)
سیاوزان (بالفارسية: سیاوزان) هي قرية تقع في إيران في البلدة المركزية. يقدر عدد سكانها بـ 210 نسمة .